# Pavel Vinogradov
Pavel Vladimirovich Vinogradov (em russo:  Павел Владимирович Виноградов) (Magadan, 31 de agosto de 1953) é um ex-cosmonauta russo, veterano de três missões espaciais de longa duração a bordo das estações Mir e ISS.

## Biografia
Formado como piloto pelo Instituto de Aviação de Moscou em 1977, Vinogradov foi selecionado para o programa espacial soviético em 1992 e passou os dois anos seguintes treinando como cosmonauta.
Em agosto de 1997 subiu pela primeira vez ao espaço a bordo da nave Soyuz TM-26, para missão de longa permanência na estação espacial Mir, onde passou 197 dias em gravidade zero na Mir-24. Ele e seu companheiro Anatoli Solovyev realizaram durante este período cinco "caminhadas espaciais", num total de 25 horas de Atividades extra-veiculares.
Em 30 de março de 2006, ele voltou ao espaço como comandante da Expedição 13, para nova temporada em órbita, desta vez a bordo da Estação Espacial Internacional – ISS, no comando da nave Soyuz TMA-8 em companhia dos astronautas Jeffrey Williams, dos Estados Unidos e Marcos Pontes, do Brasil, no primeiro voo de um brasileiro ao espaço.
Vinogradov foi ao espaço pela terceira vez em 28 de março de 2013, como comandante da nave Soyuz TMA-08M, para integrar a tripulação das Expedições 35 e 36 – da qual foi o comandante. Após cinco meses e meio em órbita, ele retornou à Terra em 10 de setembro de 2013, comandando a TMA-08M para um pouso suave nas estepes do Casaquistão.
Vinogradov é vice-presidente da Federação Russa de Cosmonáutica.

## Títulos e Prêmios Especiais
- Herói da Federação Russa
- Prêmio Estrela de Ouro (1988)
- Premio piloto-cosmonauta da Federação Russa
- Ordem por Mérito à Pátria, quarta classe
- Mérito em Medalha de Exploração Espacial,
- Medalha do voo espacial da NASA. [6]